# Seget Donji
Seget Donji (olaszul: Seghetto) község Horvátországban Split-Dalmácia megyében. Seget község központi települése.

## Fekvése
Split központjától légvonalban 17, közúton 30 km-re nyugatra, Trogir központjától 2 km-re nyugatra, Dalmácia középső részén fekszik. Seget Donji a község legnagyobb települése. Lényegében Trogir nyugati külvárosának számít.

## Története
Segetet 1564. január 13-án alapította a velencei Agostino Bembo trogiri kapitány, egyúttal engedélyezte Giacopo Rotondo trogiri városi kincstárnoknak, hogy itt várat építsen abból a célból, hogy háborús veszély esetén menedéket nyújtson neki és jobbágyainak. Seget ezzel része lett a Trogirt övező 16. századi erődrendszernek. A régi település magja kis halászfaluként is a négyszögletes alaprajzú váron belül alakult ki. A 16. és 17. században török támadás és a velencei hatóságok rendelkezése alkalmával a környező falvak népe a várjobbágyokkal együtt betelepültek a várba. 1570-ben háromszáz, a török által megszállt poljicai területről menekült család érkezett Janko Marjanović vezetésével, melyet részben a spliti, részben a trogiri területre telepítettek le. Ekkor poljicaiak telepedtek meg Segeten is. A kandiai háború után 1699-ben a török kézen maradt területekről újra tömegesen érkeztek a velenceiek által ellenőrzött, újonnan visszafoglalt területekre. Segetet a 17. századig Kaštel Rotundonak nevezték. Ez a régi név azóta teljesen feledésbe merült. A török veszély megszűnésével a település már a falakon kívül is terjeszkedett, lakossága többszörösére nőtt. 1797-ben a Velencei Köztársaság megszűnésével a település Habsburg Birodalom része lett. 1806-ban Napóleon csapatai foglalták el és 1813-ig francia uralom alatt állt. Napóleon bukása után ismét Habsburg uralom következett, mely az első világháború végéig tartott. A településnek 1910-ben 104 lakosa volt. A világháború után rövid ideig az Olasz Királyság, ezután a Jugoszláv Királyság, majd Jugoszlávia része lett. A község lakossága 2011-ben 2681 fő volt, akik mezőgazdaságból, turizmusból, halászatból és hajóépítésből élnek.

## Galéria

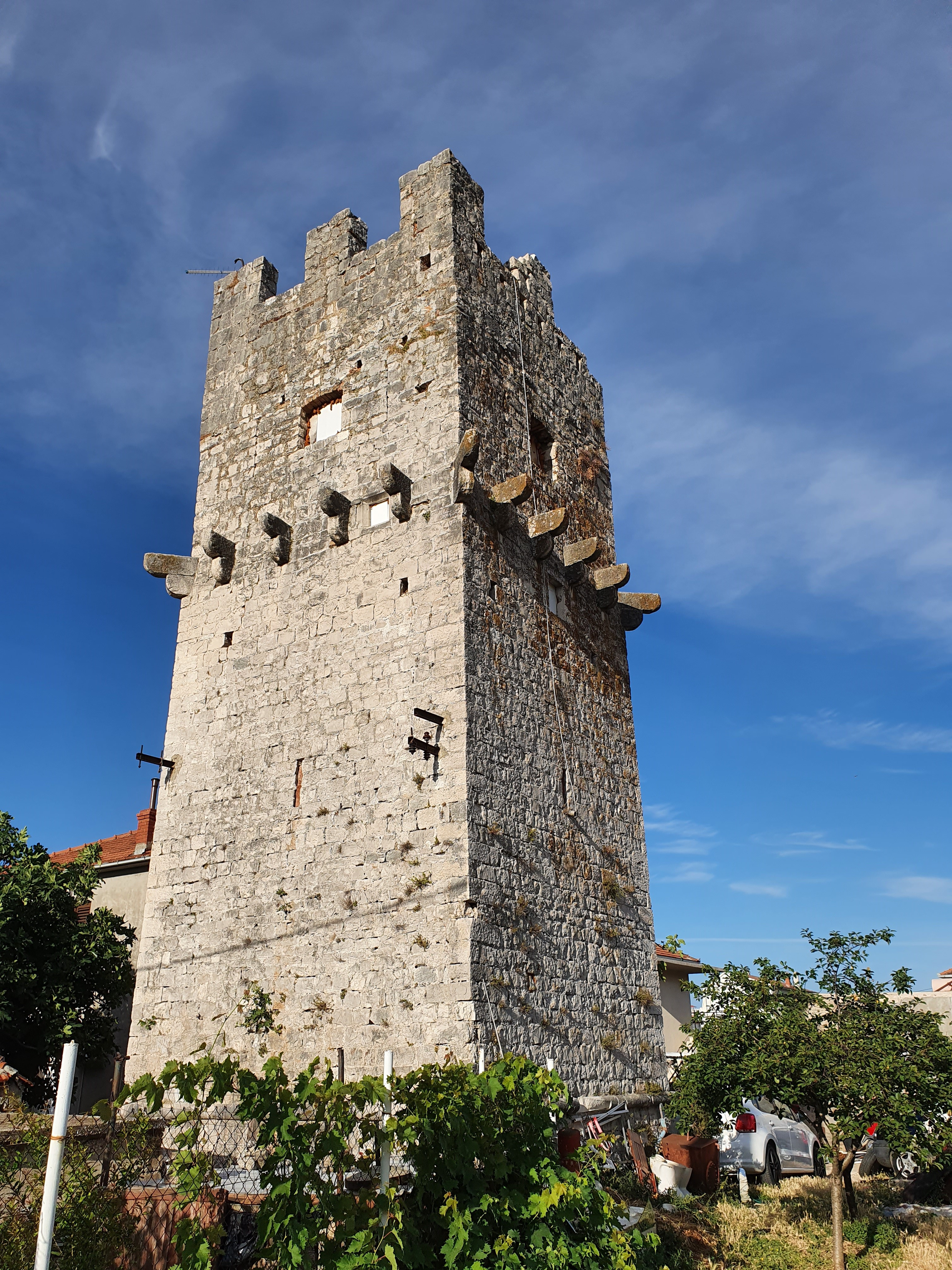
A Statilio család (Statileo) reneszánsz tornya 1516-ból
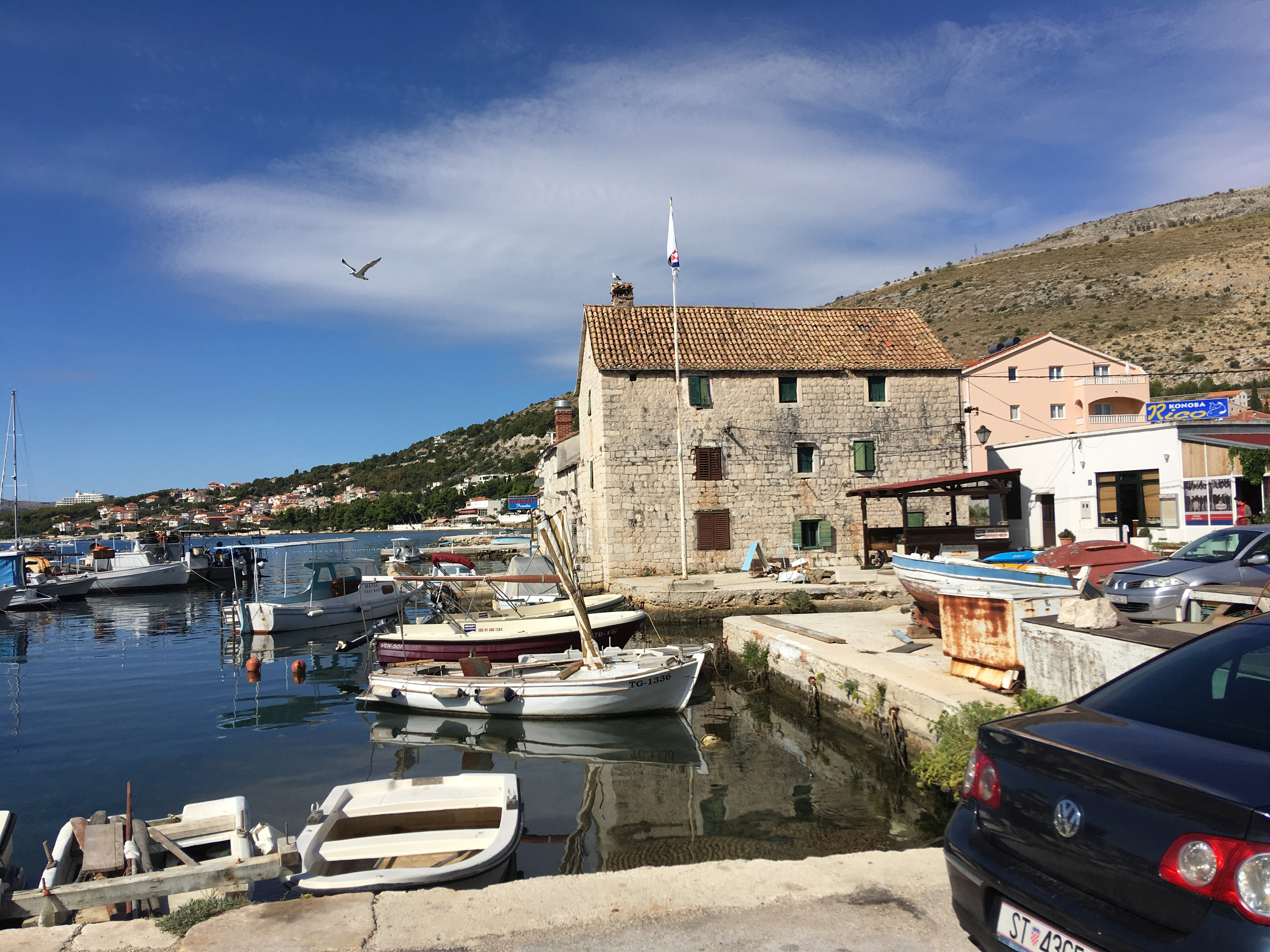
A halászkikötő részlete

## Lakosság
| Lakosság változása | Lakosság változása | Lakosság változása | Lakosság változása | Lakosság változása | Lakosság változása | Lakosság változása | Lakosság változása | Lakosság változása | Lakosság változása | Lakosság változása | Lakosság változása | Lakosság változása | Lakosság változása | Lakosság változása | Lakosság változása |
| ------------------ | ------------------ | ------------------ | ------------------ | ------------------ | ------------------ | ------------------ | ------------------ | ------------------ | ------------------ | ------------------ | ------------------ | ------------------ | ------------------ | ------------------ | ------------------ |
| 1857               | 1869               | 1880               | 1890               | 1900               | 1910               | 1921               | 1931               | 1948               | 1953               | 1961               | 1971               | 1981               | 1991               | 2001               | 2011               |
| 0                  | 0                  | 0                  | 0                  | 0                  | 104                | 0                  | 0                  | 754                | 795                | 987                | 1.277              | 1.654              | 2.334              | 2.466              | 2.681              |

(Csak 1948 óta számít önálló településnek. 1981-ig Donji Seget volt a hivatalos neve. Az 1910-es adat még településrészként értendő. 1921-ben és 1931-ben lakosságát Seget Gornjihoz számították.)

## Nevezetességei
- A barokk Rózsafüzér királynője templomot a korábbi és kisebb Rózsafüzér királynője és Páduai Szent Antal-templom alapjain építették, amelyet valószínűleg ekkor bontottak le. Az építés 1750-ben kezdődött és 1758-ban fejeződött be. A harangtorony 1761-ben készült el. A templomot miután egy villámcsapás következtében súlyosan megrongálódott, 1796-ban helyreállították bővítették. Az ezt megörökítő tábla a templom homlokzatán látható. Az újjáépített templomot 1800. július 14-én szentelte fel Pineli trogiri püspök. Három oltára van. A templomban őriznek egy festett 14. századi gótikus keresztet és egy fából faragott triptichont, melyek a gótikus festőművész Magister Blasius (Blaž Jurjev Trogiranin) munkái.[2] Anyakönyveit 1699 óta vezetik.
- A segeti mezőn található a gazdag trogiri Statilić család 1516-ban a török veszély ellen épített reneszánsz tornya.[5] A ferdefalú, négyszintes épület első szintjét félkör alakú párkány választja el a felső szintektől. Az eredetileg kétszintes tornyot konzolokon nyugvó pártázattal emelték. Később megmagasították és keresztboltozattal látták el, amely felett egy pártázatos terasz található. A második emelet szintjén egy, Ivan Duknović címerével ellátott márványlap látható befalazva. A reneszánsz torony a török invázió idején a környező mezők és Trogir szárazföldi területének védelmét szolgálta. 1958-ban felújították.
- Seget környékén több kis templomocska található, amelyek közül a legrégebbiek a kora középkori Szent Dániel templom romjai.
- A település határában fekvő Mali poljén található a Lavdir (Ivernić) régészeti lelőhely a Szent Mihály templommal. A templom egyhajós, kora középkori épület téglalap alakú apszissal, amelynek falai a tető magasságáig maradtak fenn, míg a templom hajójából csak az alapfalak láthatók. Az oltárt elhatároló építmény preromán stílusú ívét a trogiri városi múzeumban őrzik. A templom környékét 2015 folyamán teljeskörűen feltárták, és ennek során a templom falai mentén és alapjai alatt ókori épületmaradványokat és egyéb ókori leleteket találtak, ami arra utal, hogy a templom egy római villa rustica egy részén épült. További ókori töredékek találhatók a környező, szárazon rakott kőfalakban is.[6]
- A Boldogságos Szűz Mária születésének temploma, más néven Konacvini Miasszonyunk templom Seget Donji keleti peremén, az erődített településen kívül, eredetileg valószínűleg a román korban épült. Ma egyhajós, téglalap alakú alaprajzú, félkör alakú apszissal rendelkező, kelet–nyugati tájolású épület. Faragott kövekből építették. A régebbi templomot a 16. század végén bővítették, amit a homlokzat felirata is bizonyít. Ekkor a harangtornyot reneszánsz loggiával egészítettek ki. A templom teteje és az apszis nyeregtetős. A főhajót dongaboltozattal, míg az apszist gótikus boltozattal fedték be, melyet faragott fej alakú zárókővel díszítettek.[7]
- A zviračei településrészen álló Havas Boldogasszony templom ősi utak kereszteződésében épült. A templom egyhajós épület, félköríves apszissal, és kelet-nyugati tájolással. A nyugati homlokzaton egy bejárati ajtó van, sima kőkerettel, az áthidalóba pedig egy román-gótikus kereszt van faragva. Az ajtófélfa fölött egy román kori lunetta található. A templom a 14. században épült román-gótikus stílusban, a 17. század elején barokk stílusban építették át. A 17. század elején épített a diadalív fölött a keresztre feszítést ábrázoló barokk freskó, valamint a csúcsíves boltozat mindkét felületén az evangélisták ábrázolásai találhatók.[8]
- A Szent Illés-hegy alatti kőbányában már az ókorban is bányásztak követ. Ezt bizonyítja két itt talált, Héraklésznek szentelt áldozati kő.

## Turizmus
A lakosság fő bevételi forrását a turizmus adja. Seget büszke változatos gasztronómiai kínálatára. Számos kisebb-nagyobb étterem és vendéglő nyújt széles választékot. A település kiváló kiindulási pont a gyalogtúrázóknak, kerékpározóknak, hegymászóknak is. Rendezett sétányok vezetnek Trogir felé, part menti bárokkal és éttermekkel. A Seget fölötti Szent Illés templomocskához gyógy túra ösvény  vezet. Seget Donji egész parti részén rendezett kavicsos strandok sorakoznak kiszolgáló létesítményekkel. Kiépített sétány vezet a Medena szállodakomplexumhoz, ahol számos sportolási lehetőség adódik. A község területén több kis üzlet található, elfogadható élelmiszer kínálattal. Seget Donji központjában orvosi rendelő, fogászat és gyógyszertár is található. Szintén igénybe vehetők postai és banki szolgáltatások. Minden félórában hajójárat indul a szomszédos Trogriba, de gyakoriak a buszjáratok is.

## Kultúra
A település kulturális és művészeti egyesülete a KUD „Seget 1564”, melyet 2014. november 30-án alapítottak. Célja a település kulturális, történeti és természeti örökségének megőrzése és ápolása.